# Suippes
Suippes je francouzská obec v departementu Marne v regionu Grand Est. V roce 2010 zde žilo 3 977 obyvatel. Je centrem kantonu Suippes.

## Vývoj počtu obyvatel
Počet obyvatel